# 椿山莊

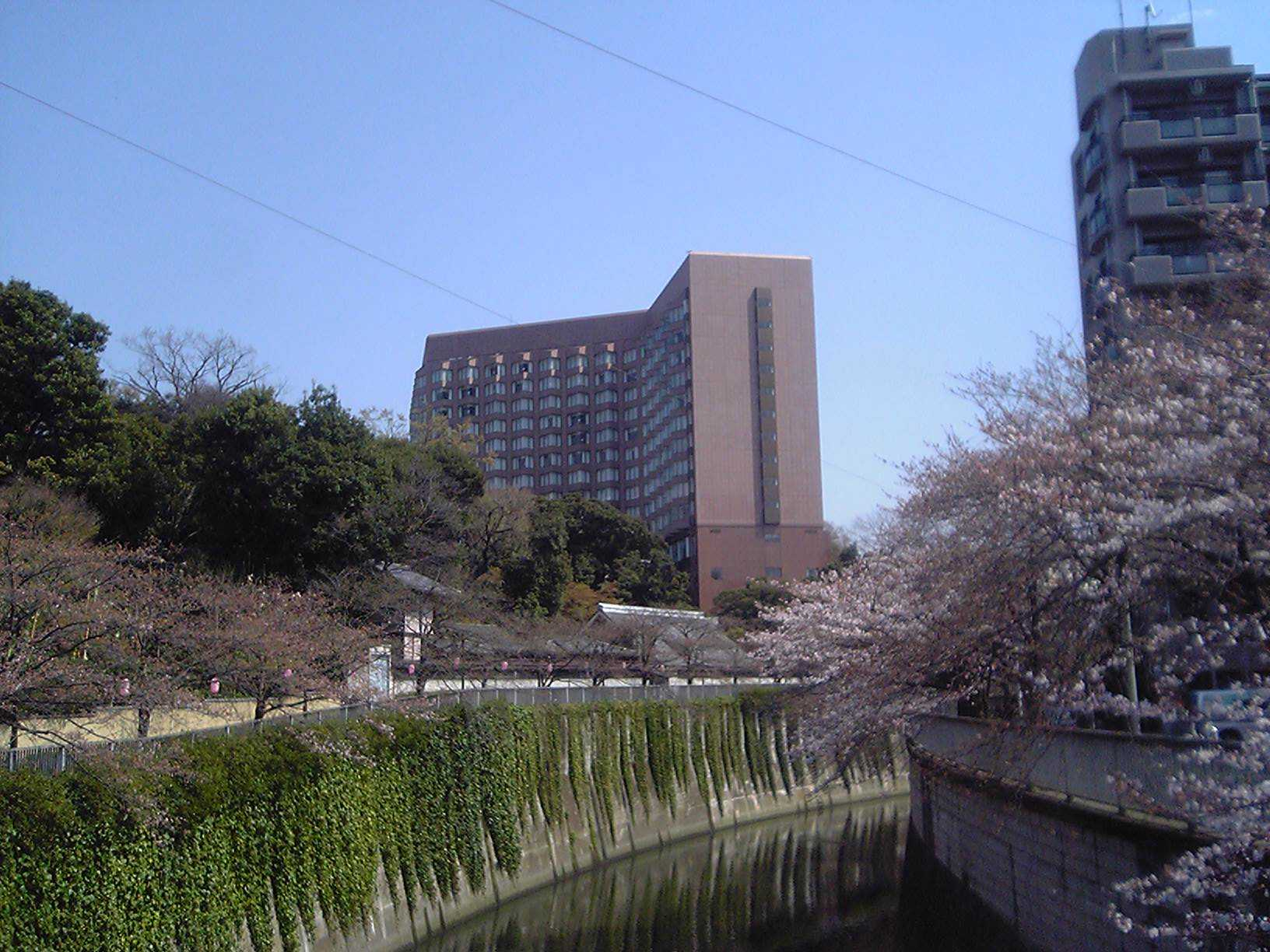
自神田川望椿山莊

椿山莊（日语：椿山荘，ちんざんそう）是位於日本東京都文京區關口二丁目的一個庭園，設有宴會設施和酒店。

## 历史
這裡曾經是山縣有朋的庭園。1948年後，椿山莊成為藤田興業的所有地。椿山莊所在地自日本就因自生有山茶花而名為椿山。現在椿山莊的庭園對民眾公開。園內的三重塔原本是廣島縣賀茂郡入野（現東廣島市）竹林寺的塔，在1925年遷建至椿山莊，是日本的登録有形文化財。

## 外部連結
- ホテル椿山荘東京 （页面存档备份，存于） - 官方網站